# Exetastes atrator
Exetastes atrator är en stekelart som först beskrevs av Forster 1771.  Exetastes atrator ingår i släktet Exetastes och familjen brokparasitsteklar. Arten är reproducerande i Sverige. Inga underarter finns listade i Catalogue of Life.